# Iostephane papposa
Iostephane papposa là một loài thực vật có hoa trong họ Cúc. Loài này được J.J.Fay mô tả khoa học đầu tiên năm 1973.